# Marie Fredriksson
Gun-Marie Fredriksson, švedska glasbenica, * 30. maj 1958, Össjö, Švedska, † 9. december 2019, Djursholm.
Kot članica pop rock dua Roxette, ki ga je ustanovila s Perom Gesslom, je konec 1980. in v začetku 1990. let dosegla svetovno slavo z albumi Look Sharp! (1988) in Joyride (1991), na katerih so bile uspešnice, kot so »The Look«, »Listen to Your Heart«, »Dangerous«, »It Must Have Been Love«, »Joyride« in »Fading Like a Flower (Every Time You Leave)«. Njena solo kariera je v obdobju največje mednarodne slave dua Roxette mirovala, po izidu četrtega albuma Tourism (1992) pa je nadaljevala tudi z ustvarjanjem kot solistka, po čemer je bila znana predvsem na Švedskem, in izdala več albumov.
Leta 2002 so ji diagnosticirali možganski tumor. Nekaj let kasneje, po uspešni rehabilitaciji, je znova začela ustvarjati tako solo kot z Gesslom. Umrla je konec leta 2019, ko se ji je bolezen ponovila.

## Diskografija
Solo albumi
- Het vind (1984)
- Den sjunde vågen (1986)
- ... Efter stormen (1987)
- Den ständiga resan (1992)
- I en tid som vår (1996)
- The Change (2004)
- Min bäste vän (2006)
- Nu! (2013)